# Медаль «Парам Вишишт Сева»
Медаль «Парам Вишишт Сева» (англ. Param Vishisht Seva Medal, PVSM, хинди परम विशिष्ट सेवा पदक; с санскрита — «Медаль за высочайшие выдающиеся заслуги») — высшая военная государственная награда Индии за отличие в мирное время. Вручается за «исключительные заслуги высочайшего уровня» военнослужащим всех рангов Вооружённых сил Индии.

## История
Медали и другие формы отличия военнослужащих за их достижения, связанные с проявлением доблести и выдающейся службой, всегда имели особую ценность в индийском обществе. Медали помогали укреплять моральный дух и уверенность среди офицеров и солдат, а также служили стимулом, побуждающим к более ответственной службе. Особая потребность в наградах возникла в Индии в результате военных конфликтов с Пакистаном и участием в военных акциях под эгидой ООН.
26 января 1960 года президент Индии учредил сразу несколько наград, среди которых была медаль «Вишишт Сева, I-го класса» (англ. Vishisht Seva Medal, Class I, «За выдающиеся заслуги»). 30 апреля 1962 года статут был пересмотрен: теперь награждение производил президент Индии. 27 января 1967 года в Уведомлении Секретариата Президента Индии появилось сообщение о переименовании медали в «Парам Вишишт Сева» и изменении её дизайна.
До 1980 года, когда была учреждена медаль «Сарвоттам Юдх Сева» для награждения за отличия в боевых условиях, «Парам Вишишт Сева» вручалась и за военные заслуги. После 1980 года её вручение ограничилось только мирным временем.

## Критерии награждения

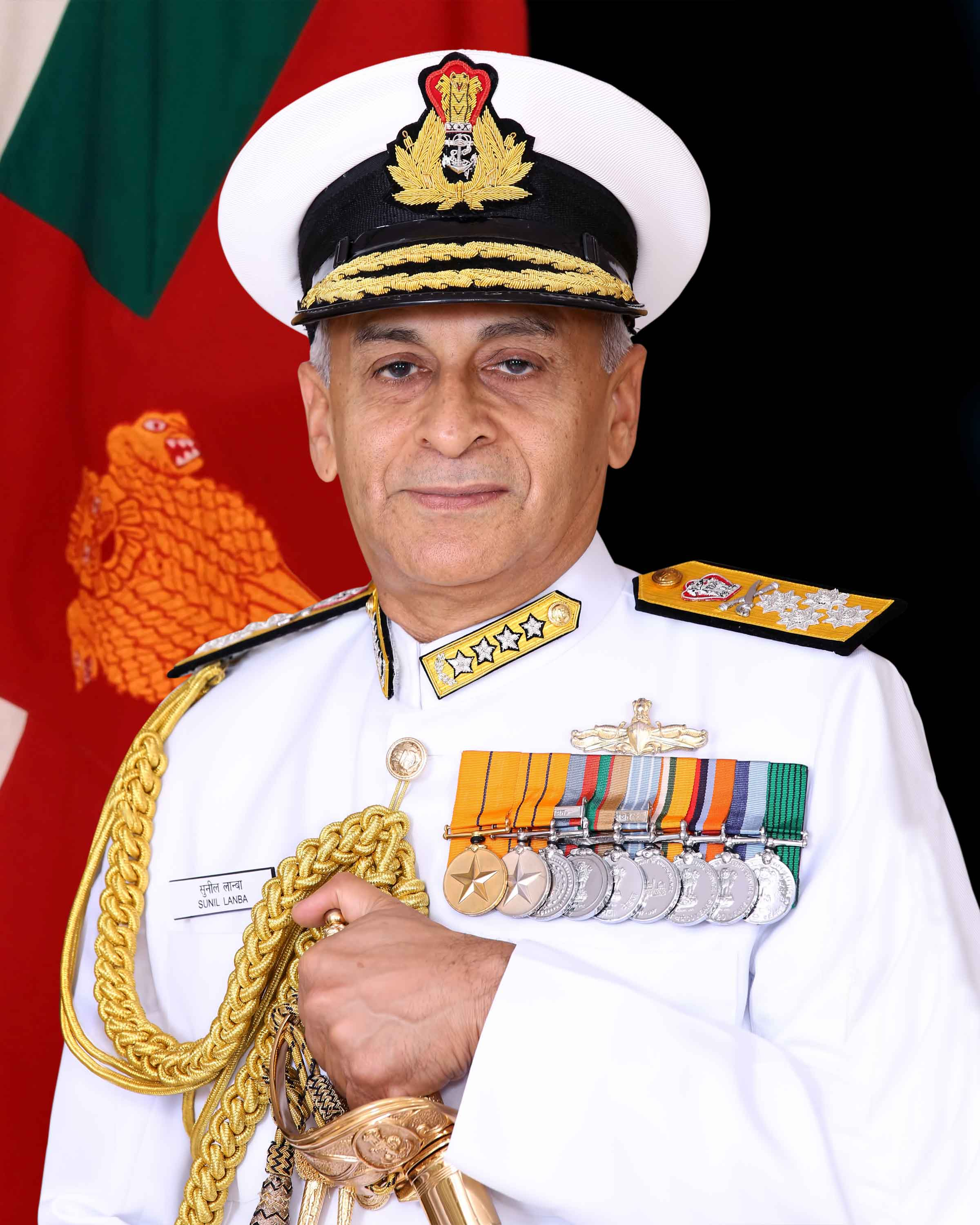
Начальник штаба ВМФ Индии (высший военно-морской начальник) Ланба, Сунилнаграждённый медалью «Парам Вишишт Сева» (первая в ряду наград)

На получение награды имели право военнослужащие всех званий Вооружённых Сил Индии, включая Территориальную армию, вспомогательные войска и резерв, а также другие законно функционирующие силовые структуры, включая медсестёр.
Хотя формально медаль может вручаться военнослужащим всех званий, на практике её обычно получают высшие офицеры различных родов войск. Награда может вручаться посмертно.
Повторные награждения обозначаются планкой на ленте с миниатюрной металлической копией медали. Кавалеры медали получают право использовать аббревиатуру «PVSM» после своей фамилии.

## Описание медали
Медаль круглой формы, диаметром 35 мм, изготовлена из позолоченного медно-никелевого сплава. На аверсе изображена пятиконечная звезда. На реверсе изображёна государственная эмблема Индии (Львиная капитель Ашоки). В верхнем полукружии расположена надпись на хинди «परम विशिष्ट सेवा मेडल» (до 1967 года — хинди «विशिष्ट सेवा मेडल»). Медаль подвешена с помощью прямой колодки на шёлковую ленту шириной 32 мм. Основной цвет ленты — жёлтый (по 15 мм с каждой стороны). В центре находится тёмно-синяя полоса шириной 2 мм. Ну гурте награды гравируется имя кавалера.

## Лишение и восстановление награды
Президент Индии имеет право лишить медали с последующим возможным восстановлением.